# Waleri Konstantinowitsch Beloussow
Waleri Konstantinowitsch Beloussow (russisch Валерий Константинович Белоусов; * 17. Dezember 1948 in Nowouralsk, Russische SFSR; † 16. April 2015) war ein sowjetischer Eishockeyspieler und russischer Eishockeytrainer. Zuletzt war er zwischen Oktober 2010 und 2014 Cheftrainer beim HK Traktor Tscheljabinsk in der Kontinentalen Hockey-Liga.

## Karriere
Waleri Beloussow lief als Eishockeyspieler von 1975 bis 1981 für den HK Traktor Tscheljabinsk in der höchsten sowjetischen Spielklasse auf. Anschließend wechselte er zu dessen Ligarivalen Kristall Saratow, mit dem er nach dem Abstieg 1982 bis zu seinem Karriereende im Anschluss an die Saison 1987/88 im Alter von 40 Jahren in der zweiten Liga spielte.
Von 1990 bis 1995 war er als Trainer beim Traktor Tscheljabinsk tätig. Im Sommer 1995 übernahm Beloussow das Traineramt beim HK Metallurg Magnitogorsk aus der russischen Superliga, der bis zu diesem Zeitpunkt weder national noch international einen Titel gewinnen konnte. Diesen führte der Russe 1999 und 2001 jeweils zum Gewinn der Meisterschaft, sowie auf europäischer Ebene 1999 und 2000 zum Sieg in der European Hockey League. In der Saison 1997/98 stand der ehemalige sowjetische Nationalspieler ebenfalls mit Magnitogorsk im Meisterschaftsfinale, unterlag jedoch dem Gegner Ak Bars Kasan. In der gleichen Spielzeit wurde er mit seiner Mannschaft Pokalsieger.
Für die Saison 2003/04 unterschrieb Beloussow einen Vertrag beim HK Awangard Omsk, mit dem er im Playoff-Finale gegen seinen Ex-Club aus Magnitogorsk siegreich war. Als Russischer Meister nahm er mit der Mannschaft im Januar 2005 am erstmals veranstalteten IIHF European Champions Cup teil, den das Team souverän gewann. Seit der Saison 2008/09 stand der Erfolgstrainer wieder bei Metallurg Magnitogorsk in der Kontinentalen Hockey-Liga hinter der Bande. Nach fünfzehn Jahren kehrte er im Oktober 2010 als Cheftrainer zum Traktor Tscheljabinsk zurück und betreute diesen bis zum Ende der Saison 2013/14.

### International
Für die Sowjetunion nahm Beloussow 1976 an der ersten Ausgabe des Canada Cup teil, bei der er mit seiner Mannschaft den dritten Platz belegte.

## Erfolge und Auszeichnungen
- 1998 Russischer Vizemeister mit dem HK Metallurg Magnitogorsk
- 1998 Russischer Pokalsieger mit dem HK Metallurg Magnitogorsk
- 1999 European-Hockey-League-Gewinn mit dem HK Metallurg Magnitogorsk
- 1999 Russischer Meister mit dem HK Metallurg Magnitogorsk
- 2000 European-Hockey-League-Gewinn mit dem HK Metallurg Magnitogorsk
- 2001 Russischer Meister mit dem HK Metallurg Magnitogorsk
- 2004 Russischer Meister mit dem HK Awangard Omsk
- 2005 IIHF-European-Champions-Cup-Gewinn mit dem HK Awangard Omsk